# El Mandaloriano (personaje)
Din Djarin, también conocido como el Mandaloriano o Mando, es un personaje de ficción de la franquicia Star Wars que aparece como el personaje principal en la serie de Disney+ The Mandalorian y en su spin-off El libro de Boba Fett. Huérfano cuando era niño, Din Djarin fue adoptado en la cultura mandaloriana y entrenado como guerrero, luego se convirtió en cazarrecompensas y tomó el título de su pueblo como sobrenombre. Rara vez se ve al personaje sin su casco, ya que está prohibido por credo quitarse el casco en público.
El creador y showrunner de The Mandalorian, Jon Favreau, creó el personaje, parcialmente inspirado en Clint Eastwood y su personaje Man with No Name en las películas de la trilogía Spaghetti Western, Dollars dirigidas por Sergio Leone. Las películas de samuráis de Akira Kurosawa (que también inspiraron las obras de Leone) fueron otra inspiración, y el coprotagonista de Star Wars Han Solo también influyó en la interpretación del personaje. El Mandaloriano es interpretado y expresado principalmente por Pedro Pascal. Favreau se acercó a él para el papel, y su amigo cercano y compañero actor Oscar Isaac, quien interpreta a Poe Dameron en varios medios de Star Wars, lo animó a aceptar el papel.
Los especialistas en acrobacias Brendan Wayne y Lateef Crowder están acreditados como dobles del personaje, ocasionalmente interpretando únicamente al personaje en episodios, con la voz de Pascal doblada. El disfraz de mandaloriano fue creado por Legacy Effects. El disfraz presentó desafíos para los actores que interpretan al Mandaloriano, y la fisicalidad del personaje es muy importante para la actuación porque los pequeños gestos parecen mucho más exagerados cuando se usa el disfraz.
Originalmente contratado para capturar a Grogu, un bebé verde claro sensible a la Fuerza de la misma especie que Yoda, el Mandaloriano lo protege de un remanente del Imperio Galáctico caído y se convierte en una figura paterna para él. La dinámica entre Mandalorian y Grogu encarna un tema de crianza y paternidad que prevalece en The Mandalorian. El personaje y la actuación de Pascal han recibido críticas generalmente positivas, aunque algunas críticas se dirigieron al hecho de que el disfraz oculta constantemente la cara de Pascal.

## Concepto y creación

### Concepción

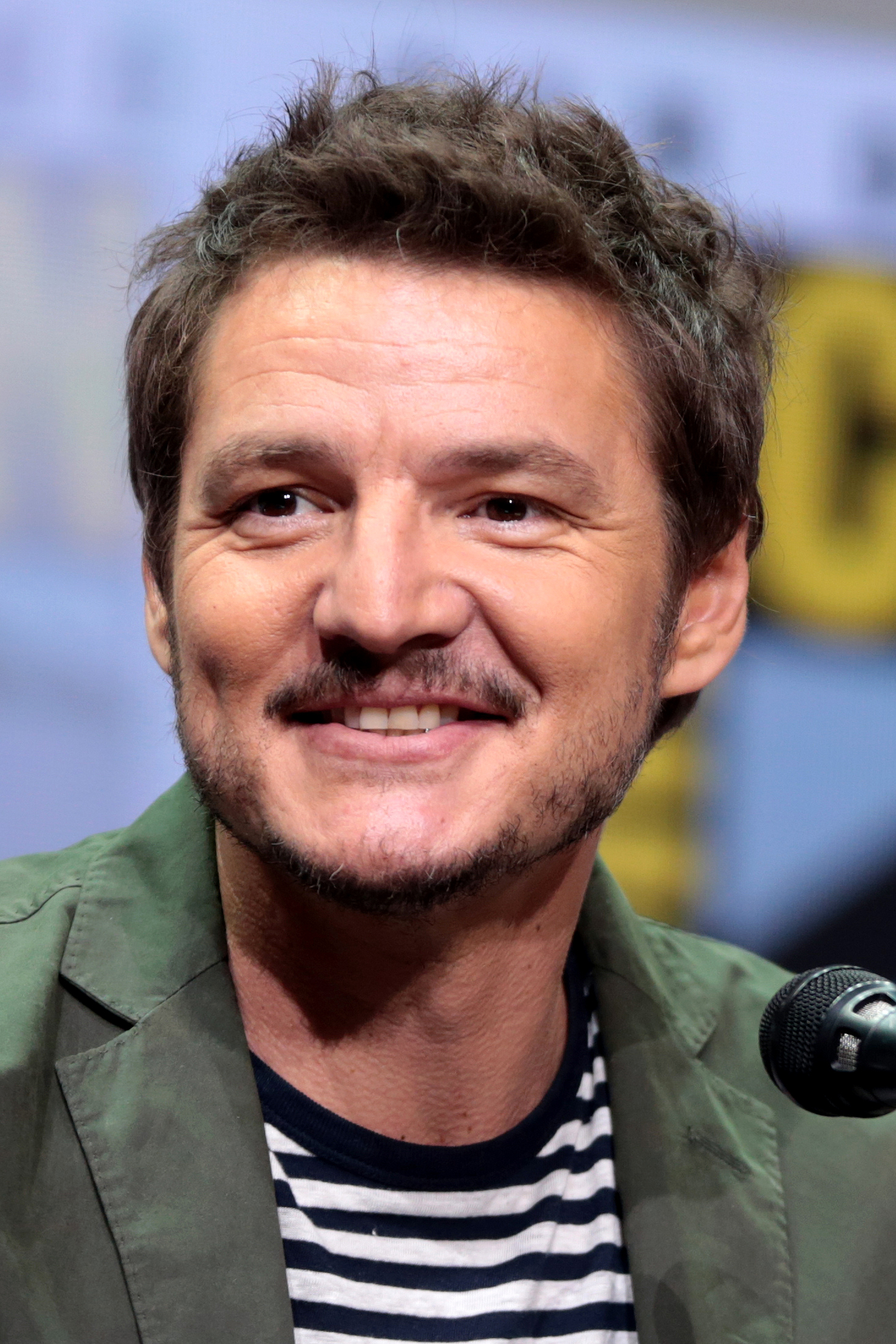
Pedro Pascal interpreta tanto en voz como en rodaje al personaje.

El Mandaloriano, como personaje, fue originalmente concebido por el creador de la propia serie Jon Favreau.  Favreau es un fanático de Star Wars desde hace mucho tiempo, y los Mandalorianos son uno de sus grupos favoritos de personajes de la franquicia;  anteriormente expresó a uno de ellos en la serie animada Star Wars: The Clone Wars.  El personaje principal de la serie de Favreau se considera la primera representación en vivo de un mandaloriano, cuyo concepto nunca se utilizó en las películas, aunque la cultura mandaloriana se ha ampliado en otras obras de Star Wars como The Clone Wars y Rebels. Boba Fett ha sido asociado con los Mandalorianos en los libros de Star Wars y otros medios, pero ese detalle nunca apareció en las películas. Favreau dijo que al crear el personaje mandaloriano, intentó igualar el aspecto y la estética de la trilogía original de Star Wars, particularmente la primera película, Star Wars (1977).  Varios artistas de Lucasfilm crearon arte conceptual para el personaje durante el desarrollo de la serie, incluidos Christan Alzmann, Doug Chiang, Ryan Church, Nick Gindraux, Jama Jurabaev y John Park. 
La primera imagen del Mandaloriano se lanzó el 4 de octubre de 2018, mientras que la elección de Pedro Pascal como personaje titular se anunció el 12 de diciembre de 2018. Cuando Pascal no estaba disponible para filmar, el Mandaloriano ocasionalmente era interpretado físicamente por los actores Brendan Wayne y Lateef Crowder, con Wayne trabajando en estrecha colaboración con Pascal para desarrollar el personaje. Muchos han establecido la conexión entre El Mandaloriano y el hombre sin nombre, y Pascal reconoce que el personaje tenía "mucho de Clint Eastwood en él". Para ayudar a Pascal a prepararse para el papel, Favreau le recomendó que viera las películas de samuráis de Akira Kurosawa y los spaghetti western de Clint Eastwood. Pascal dijo más tarde: "Cada vez que tenía una pregunta o una duda física sobre un momento, siempre decía: '¿Qué haría Clint? ¿Cómo iba a ignorar esto? ¿Cómo se alejaría de esto? Me ayudó a superarlo".

### Representación
El Mandaloriano es interpretado principalmente por Pedro Pascal, quien usa la armadura en muchas escenas y proporciona toda la actuación de voz para el personaje. Fue uno de varios actores considerados para el papel. Favreau se acercó a Pascal a través de su agente para discutir un proyecto de Star Wars;  Pascal no sabía inicialmente si se trataba de una película, una serie o algún otro tipo de trabajo, pero quería conocer a Favreau independientemente de la naturaleza del proyecto.Se reunieron en la oficina de Favreau, que estaba cubierta con ilustraciones conceptuales de la serie, y cuando Favreau describió el proyecto, señaló una ilustración del Mandaloriano para mostrarle a Pascal el personaje que interpretaría. Esto llevó a Pascal a creer inicialmente que el personaje era Boba Fett, pero Favreau lo corrigió.  El viejo amigo de Pascal, Oscar Isaac, quien interpretó a Poe Dameron en la trilogía secuela de Star Wars, instó a Pascal a aceptar el papel, y Pascal dijo que el aliento del actor lo hizo sentir más seguro de unirse al proyecto.
Pascal era fanático de Star Wars cuando era niño, especialmente de la película El imperio contraataca (1980), que describió como "marcada de forma indeleble en mi memoria y en mi imaginación de infancia". También era fanático de Boba Fett en particular, que era su figura de acción favorita de Star Wars cuando era niño. Pascal dijo que esto lo emocionaba aún más por interpretar a un personaje de apariencia similar, y dijo: "Quieren que sea la cosa más genial de Star Wars".
Además de Pascal, el actor Brendan Wayne y el doble de acción Lateef Crowder actuaron como dobles del Mandaloriano y actuaron como el personaje cuando Pascal no estaba disponible. Wayne apareció anteriormente en la película Cowboys & Aliens (2011), dirigida por Favreau,  después de lo cual se mantuvieron en contacto.  A través de su agente, se le pidió a Wayne que se probara un disfraz en Legacy Effects para un proyecto secreto, sin ningún conocimiento de que estaba relacionado con Star Wars. Una vez que vio el disfraz, creyó erróneamente que era Boba Fett. El disfraz le quedaba bien, a pesar de que fue diseñado para alguien que mide 6 pies y 5 pulgadas y solo mide seis pies de altura. Wayne dijo sobre el disfraz: "El solo hecho de que me lo puse fue suficiente, porque significó mucho para mí como parte de mi infancia".  Dos semanas más tarde le pidieron que hiciera una prueba de pantalla para un proyecto de Favreau. No incluía guion porque los asociados del casting sólo querían verlo moverse. Sospechando que estaba relacionado con el traje de Star Wars que se había probado, Wayne compró un casco de Boba Fett y una almohadilla para motocicleta y practicó caminar con ellos de antemano. En la prueba de pantalla, se le pidió que retratara "una sensación muy occidental", por lo que caminó lentamente, concentrado en mantener la fuerza de su núcleo, y adaptó un andar similar al de su abuelo, el actor John Wayne.
El agente de Wayne le informó que no proporcionaría la voz del personaje, lo cual no le importó.  Wayne dijo que Favreau le enseñó cómo mantener los movimientos de su cabeza muy sutiles porque parecen mucho más exagerados cuando están enmascarados.  Wayne brindó comentarios y consejos sobre el disfraz, incluido dónde se colocaron las fundas de las armas para brindarle al personaje la mayor facilidad de acceso.  Wayne trabajó en cada episodio de la primera temporada de The Mandalorian, y trabajó estrechamente con Pascal para desarrollar los movimientos del personaje en pantalla, y cada uno se preguntaba al otro cómo manejarían ciertos movimientos y gestos,  para garantizar que el personaje fuera perfecto sin importar quién lo interpretara.  Wayne dijo sobre trabajar en The Mandalorian: "Fue un sueño trabajar en esto porque pude vivir lo que me llevó a actuar todos los días... Ser parte de la mitología con la que creciste y que fue parte integral de ti cuando eras niño, fue realmente genial".

### Vestuario
El traje de The Mandalorian fue diseñado por el artista conceptual Brian Matyas y el diseñador de vestuario Joseph Porro, y fue creado por Legacy Effects, el estudio de efectos especiales iniciado por los protegidos del creador de efectos especiales de maquillaje Stan Winston. Fue fuertemente influenciado por el traje de Boba Fett presentado en The Empire Strikes Back y Return of the Jedi, e incluye un conjunto similar de chaleco antibalas y un casco con una visera distintiva en forma de T.
Los cineastas buscaron deliberadamente crear diferencias visuales sutiles entre los trajes de Mandalorian y Boba Fett para ayudar a diferenciar a los dos personajes. Como resultado, el traje del Mandaloriano es de un color diferente al de Boba Fett, la armadura y el casco tienen acentos diferentes y toques sutiles, y el Mandaloriano parece más musculoso que Boba Fett. No obstante, Dave Filoni ha reconocido que "hay similitudes, que son casi inevitables". Pedro Pascal comparó la armadura del mandaloriano con la de los caballeros de la Edad Media, y describió su estética como "extremadamente poderosa y misteriosa".

## Biografía
El Mandaloriano es un cazarrecompensas masculino que estuvo activo durante los primeros años de la Era de la Nueva República. Huérfano de niño cuando droides de batalla separatistas mataron a sus padres, los Mandalorianos lo acogieron y lo criaron como un "encontrado", huérfano de otro planeta adoptado y criado en la cultura propia, y finalmente se convirtió en miembro de una secta solitaria de Mandalorianos conocida como "la Tribu". Debido a su trauma infantil, el Mandaloriano desarrolló un odio notable por los droides. Según los principios del Credo Mandaloriano de la Tribu, el Mandaloriano no se quita el casco en presencia de otros. Con el tiempo, el Mandaloriano se convirtió en miembro del Gremio de Cazadores de Recompensas en Nevarro, desarrollando una reputación de ser un cazador de recompensas costoso pero formidable.

### Temporada 1
En el primer episodio de la serie, ambientado cinco años después de los eventos de El Retorno del Jedi, el Mandaloriano acepta una comisión del líder del gremio, Greef Karga (Carl Weathers), para recolectar un "activo" de 50 años para un Cliente misterioso (Werner Herzog), un exfuncionario imperial, a cambio de un suministro generoso de acero Beskar, un sagrado metal mandaloriano. El Mandaloriano rastrea el activo hasta el planeta desértico Arvala-7 y descubre que el activo es un bebé de la especie de Yoda. Cuando el droide cazarrecompensas y compañero miembro del gremio IG-11 (Taika Waititi) intenta matar al bebé según sus órdenes de recompensa, el Mandaloriano dispara y destruye al droide, tomando al Niño vivo. En el segundo capítulo, titulado "El niño", cuando el Mandaloriano intenta recuperar el huevo de un Mudhorn a cambio de las partes despojadas de su nave, Razor Crest, por los Jawas, el Niño usa la Fuerza para levitar el Mudhorn, permitiendo que el sorprendido Mandaloriano pueda matarlo y tomar su huevo. El Mandaloriano entrega con éxito el Niño al Cliente en Nevarro y recoge la gran recompensa de acero Beskar en el tercer capítulo, "El pecado". Después de que el Mandaloriano hace que el Beskar sea forjado en una coraza completa por la Armera (Emily Swallow) en un enclave de la Tribu, éste tiene un cambio de corazón inusual y se vuelve para atacar la base del Cliente para rescatar al Niño, matando a muchos de los soldados de asalto guardaespaldas del Cliente en el proceso. En el camino de regreso al Razor Crest, el Mandaloriano es emboscado por Karga y los miembros del gremio, que ahora buscan la recompensa reactivada del Niño. Superado en número y acorralado, el Mandaloriano puede escapar cuando otros Mandalorianos de la Tribu llegan desde el enclave, atacan a los cazarrecompensas y le permiten llegar a su nave con el Niño y huir de Nevarro.
Mientras se esconde de los cazarrecompensas enviados tras él y el Niño, el Mandaloriano toma varias misiones para poder conseguir dinero. Finalmente, en el séptimo capítulo, titulado "El ajuste de cuentas", el Mandaloriano recibe una transmisión de un desesperado Karga, cuya ciudad ha sido invadida por el Cliente y sus tropas Imperiales, empeñada en recuperar al Niño. Karga propone que el Mandaloriano use al Niño como cebo para matar al Cliente y liberar a la ciudad a cambio de que Karga cancele la recompensa que se le impuso a él y al Niño. Anticipándose a una trampa, el Mandaloriano recluta a varios aliados, incluida la exsoldado de choque rebelde convertida en mercenaria Cara Dune (Gina Carano), el agricultor y mecánico de la raza Ugnaught Kuiil (Nick Nolte), e IG-11, que había sido reconstruido y reprogramado por Kuiil, antes de viajar de regreso a Nevarro para encontrarse con Karga. Sin embargo, la reunión sale mal cuando el superior del Cliente, Moff Gideon (Giancarlo Esposito), llega inesperadamente y hace que su regimiento de soldados de la muerte rodee y abra fuego contra el edificio, matando al Cliente y atrapando a Mando, Dune y Karga adentro. El Mandaloriano le envía un mensaje desesperado a Kuiil para que huya del planeta con el Niño, pero la transmisión es interceptada por los soldados exploradores imperiales, quienes los rastrean en sus motos speeder antes de que puedan abordar el Razor Crest, matando a Kuiil y secuestrando al Niño para Gideon. En el octavo capítulo, "Redención", el Niño es rescatado por IG-11, quien ayuda a Mando, Dune y Karga a escapar a las alcantarillas después de que Gideon grita el nombre de nacimiento del Mandaloriano, "Din Djarin", confirmando su identidad como el que dirigió la "Purga de Mandalore". El grupo busca ayuda en el escondite de la Tribu, solo para encontrar al refugio de los Mandalorianos completamente abandonado, excepto por la Armera, que proporciona al grupo armas y un jetpack para el Mandaloriano. Aunque el Niño es demasiado débil para ser entrenado como Mandaloriano, la Armera le ordena al Mandaloriano que reúna al Niño con su especie y le dice que hasta que el Niño llegue a una edad más adulta, ahora son un clan de dos, con el Mandaloriano actuando como padre del Niño. IG-11 se sacrifica para eliminar a los soldados de asalto que bloquean su escape mientras Djarin usa su jetpack recién adquirido para derribar a Gideon de su nave Caza TIE. El Mandaloriano y el Niño se despiden de Dune y Karga antes de enterrar a Kuiil y abandonar Nevarro.

### Temporada 2
En la segunda temporada, el personaje busca a otros mandalorianos para que lo ayuden a encontrar a la gente del Niño: los Jedi. En el "Capítulo 9: El comisario", se entera de un mandaloriano que supuestamente vive en Tatooine a través de su contacto, Gor Keresh (John Leguizamo). En Tatooine, el mandaloriano se encuentra con Cobb Vanth (Timothy Olyphant), el mariscal de Mos Pelgo, que lleva una armadura mandaloriana comprada a Jawas, que había estado usando para proteger a la gente del pueblo de varias amenazas. Aunque los dos están inicialmente en desacuerdo, ya que el Mandaloriano le exige a Vanth que le dé la armadura, se vuelven aliados reacios cuando Mos Pelgo es atacado por un dragón krayt, que el Mandaloriano acepta ayudar a matar a cambio de la armadura de Vanth. En el camino, Mando y Vanth desarrollan una amistad genuina y forman una alianza incómoda entre la gente del pueblo de Mos Pelgo y una tribu de Tusken Raiders para matar al dragón. Luego, el Mandaloriano recupera la armadura de Vanth y las dos partes quedan en buenos términos.
En el "Capítulo 10: El Pasajero", el Mandaloriano asume la misión de tomar un contacto, "Frog Lady" (Misty Rosas, con la voz de Dee Bradley Baker), y sus huevos de Tatooine a Trask, a cambio de una pista sobre otros mandalorianos. Durante su viaje, son interceptados por dos pilotos X-Wing (Dave Filoni y Paul Sun-Hyung Lee) de la Nueva República, quienes tienen una orden de arresto contra el Mandaloriano por su papel en la fuga de la prisión del "Capítulo 6", pero terminan salvándolos de un enjambre de criaturas con forma de araña en Maldo Kreis, donde se estrellaron y los cargos se retiraron contra el Mandaloriano. Después de arreglar el Razor Crest hasta el punto de apenas poder volar, el Mandaloriano completa su misión y lleva a la Dama Rana a Trask en el "Capítulo 11: La Heredera", después de lo cual su esposo lo dirige a una posada desde donde se entera de tres Mandalorianos vistos en la luna. Una tripulación de Quarrens se ofrece a llevarlo hasta ellos, pero termina traicionándolo e intentando matarlo a él y al Niño por la armadura del Mandaloriano. La pareja es salvada por los tres mandalorianos, liderados por Bo-Katan Kryze (Katee Sackhoff), la exgobernante de Mandalore, que perdió tanto su planeta como el sable oscuro en manos del Imperio, liderado por Moff Gideon. El Mandaloriano inicialmente desconfía de ella, pero, no obstante, accede a ayudarla a ella y a su equipo a asaltar un carguero imperial en busca de reliquias mandalorianas robadas a cambio de una pista sobre los Jedi. Después del atraco, Bo-Katan le dice a Mandalorian que busque a su antigua aliada Jedi, Ahsoka Tano (Rosario Dawson), en Corvus.
En el "Capítulo 12: El asedio", el Mandaloriano se reúne con Greef Karga y Cara Dune en Nevarro, quienes desde entonces han dado la vuelta al planeta, y accede a ayudarlos a asaltar la última base imperial en el planeta a cambio de reparar el Razor Crest. Durante la incursión, se topan con experimentos de clonación realizados por científicos imperiales, que involucran la sangre del Niño, parte de la cual ya ha sido transfundida a los clones para supuestamente darles sensibilidad a la Fuerza. Antes de que puedan aprender más, se ven obligados a destruir la base y escapar de las fuerzas imperiales que los persiguen. En el "Capítulo 13: La Jedi", con el Razor Crest reparado, el Mandaloriano viaja a Corvus y es llevado ante Morgan Elsbeth (Diana Lee Inosanto), la Magistrada Imperial de la ciudad de Calidan, quien lo contrata para matar a Ahsoka. Con el pretexto de aceptar la recompensa, el Mandaloriano rastrea a Ahsoka, quien usa la Fuerza para comunicarse con el Niño, y descubre que su nombre es Grogu, que es un joven Jedi que fue rescatado del Templo Jedi en Coruscant durante la Gran Purga Jedi, y que ha estado reprimiendo sus poderes de la Fuerza a lo largo de los años para sobrevivir. Con Ahsoka renuente a entrenar a Grogu debido a su fuerte apego al Mandaloriano, este último ayuda a Ahsoka a derrotar a Elsbeth y liberar a Calidan con la esperanza de que cambie de opinión. Aunque todavía reacia, Ahsoka le indica al Mandaloriano un Templo Jedi en Tython, donde Grogu podría comunicarse con otro Jedi a través de la Fuerza y elegir su propio destino.
En el "Capítulo 14: La Tragedia", el Mandaloriano lleva a Grogu al Templo Jedi y lo deja meditar. Se enfrenta a Boba Fett (Temuera Morrison), el propietario original de la armadura mandaloriana que recuperó de Vanth, y su nuevo compañera, Fennec Shand, a quien Fett había rescatado después de que la dejaran morir en el "Capítulo 5". El Mandaloriano acepta cambiar la armadura por la seguridad de Grogu, pero el grupo es atacado por el remanente imperial de Gideon, que ha seguido al Mandaloriano a través de una baliza de seguimiento que se había colocado en Razor Crest durante sus reparaciones en Nevarro. A pesar de la ayuda de Fett y Shand, Grogu es capturado por las fuerzas de Gideon y Razor Crest es destruido por un ataque orbital del crucero de Gideon. Buscando aliados adicionales para ayudarlo a rescatar a Grogu, el Mandaloriano se encuentra con Cara Dune y le pide que libere a Mayfeld, quien fue enviado a una prisión de la Nueva República después de su captura en el "Capítulo 6".
En el "Capítulo 15: El creyente", el Mandaloriano y Mayfeld, a quien Cara ha puesto temporalmente bajo su custodia, se infiltran en una refinería de rodio imperial oculta en Morak disfrazados de soldados imperiales para descubrir el paradero de Moff Gideon. Durante su misión, el Mandaloriano se ve obligado a quitarse el casco para acceder a la terminal con las coordenadas de Gideon. Después de que Mayfeld descubre su tapadera al matar a su ex oficial al mando por despedir cruelmente a las víctimas de la Operación: Ceniza, él y el Mandaloriano logran escapar, abordando el barco de espray de fuego de Fett, Slave I, antes de que Mayfeld destruya la refinería con un certero disparo de francotirador. Cara promete informar que lo mataron como recompensa por su ayuda y Mayfeld deja el grupo. Posteriormente, el Mandaloriano le envía a Gideon un mensaje amenazante, en el que tuerce las palabras del Moff del "Capítulo 7" y promete rescatar a Grogu.
En el "Capítulo 16: El Rescate", el mandaloriano asalta el crucero de Gideon para rescatar a Grogu, junto con sus aliados, así como Bo-Katan y sus guerreros mandalorianos, a quienes prometió ayudar a liberar a Mandalore de la ocupación imperial a cambio. Para que el equipo rompa el hangar, son ayudados por Boba Fett, quien organiza un asalto al transbordador imperial robado donde se encontraba la tripulación. Ellos logran abrir el hangar. Mientras sus aliados van al puente de mando de la nave, el Mandaloriano busca a Grogu, derrotando a uno de los Soldados Oscuros de Gideon y lanzando al resto al espacio. Luego, se enfrenta al Moff, que tiene al niño como rehén. Gideon se ofrece a entregar a Grogu si el Mandaloriano lo deja escapar y quedarse con el sable oscuro, pero luego lo traiciona e intenta matarlo. El Mandaloriano rescata a Grogu y domina a Gideon, convirtiéndose así en el dueño legítimo del Darksaber. Sin darse cuenta de que empuñaba el sable oscuro, el Mandaloriano ingresa al puente de mando donde esperaban Bo-Katan y la tripulación. Se reveló que quien maneja el Darksaber después del combate se convierte en el gobernante legítimo de Mandalore. Antes de que Bo-Katan y el Mandaloriano participen en la batalla, son interrumpidos por el regreso de los Dark Troopers. Son rápidamente destruidos por Luke Skywalker (Mark Hamill), un Jedi que respondió a la llamada de Grogu sobre Tython y se ofrece a llevar al niño para entrenarlo como Jedi. Durante una emotiva despedida, el mandaloriano se quita el casco para que el niño vea su rostro por primera vez. Luego observa con lágrimas en los ojos cómo Grogu se marcha con Skywalker.

### El Libro de Boba Fett
The Mandalorian aparece en la serie derivada The Book of Boba Fett. En el "Capítulo 5: El regreso del Mandaloriano", Din Djarin ha reanudado sus actividades como cazarecompensas, pero al mismo tiempo se encuentra luchando por tratar de controlar el Sable Oscuro mientras aún se tambalea por la ausencia de Grogu. Mata al jefe del crimen klatooniano Kaba Baiz en su planta empacadora de carne y le entrega la cabeza a un maestro del gremio de Ishl Tib en la estación espacial de forma anillada Glavis a cambio de direcciones, que se revela como la cubierta reubicada de la Tribu, escondida debajo del ciudad. El Mandaloriano se reúne con el Armero y el miembro de la Tribu Paz Vizsla en su nuevo enclave, y le cuenta sus aventuras a la Armera, quien explica toda la historia sobre el Sable Oscuro. Sin emabrgo Paz Vizsla desafía al Mandaloriano por la posesión del Sable Oscuro y el derecho a gobernar el planeta Mandalore. El Mandaloriano gana el duelo pero cuando confiesa que rompió el Credo al quitarse el casco frente a los demás tanto en el "Capítulo 15: El Creyente" como en el "Capítulo 16: El Rescate", Vizsla lo denuncia como un apóstata mientras que la Armera lo expulsa de la Tribu. Sin embargo, ella le informa que la única forma de expiación es entrar en contacto con el agua en las minas de Mandalore, pero que el Imperio las destruyó durante la Purga. El Mandaloriano abandona el refugio, pero se le permite conservar su armadura y el sable oscuro. Tomando un transbordador comercial a Tatooine, el Mandaloriano visita a Peli Motto, quien le presenta un caza estelar Naboo N-1 modificado como reemplazo del Razor Crest. Después de una prueba, Fennec Shand se acerca al Mandaloriano en nombre de Boba Fett, ahora el autoproclamado Daimyo de Tatooine, para que lo ayude en la próxima guerra de Fett con el Sindicato Pyke. El mandaloriano acepta el trabajo de forma gratuita, pero solo después de visitar a Grogu.
En el "Capítulo 6: Del desierto viene un extraño", el Mandaloriano viaja a un planeta boscoso donde Grogu ha comenzado su entrenamiento Jedi con Skywalker. Se reencuentra con Ahsoka Tano, quien le aconseja que no vea a Grogu, ya que dificultaría su entrenamiento debido a las estrictas reglas de los Jedi contra los apegos personales. El Mandaloriano regresa a Tatooine a regañadientes, pero le da a Ahsoka un regalo para darle a Grogu: una cota de malla beskar forjada por el Armero a partir de la lanza beskar que Ahsoka le había dado previamente. En el Palacio de Fett, Shand toma nota de su mano de obra escasa, y el Mandaloriano viaja a Mos Pelgo, ahora rebautizado como Freetown, para reclutar a Cobb Vanth y la gente del pueblo para reforzar las fuerzas de Fett. Aunque reacio a involucrarse en la guerra que se avecina, Vanth accede a celebrar una reunión en el ayuntamiento.
En el "Capítulo 7: En nombre del honor", el Mandaloriano se reagrupa con Fett y Shand en la cantina del Santuario destruida y se prepara para enfrentarse a los Pykes en Mos Espa. Cad Bane (Corey Burton) llega con muchos soldados Pyke y revela que le disparó a Vanth después de que el Mandaloriano se le acercara, evitando así que los refuerzos ayudaran a Fett. El Mandaloriano y Fett hacen uso de sus mochilas propulsoras y armaduras para enfrentarse a los Pykes, pero están casi abrumados hasta que son respaldados por las fuerzas de Fett y los ciudadanos de Freetown. Motto también llega con Grogu, quien revela que aceptó la cota de malla del Mandaloriano, por lo que renunció a su entrenamiento como Jedi para estar con el Mandaloriano. Cuando los Pykes colocan dos droides blindados sobre el grupo, el Mandaloriano destruye a uno de ellos con el Darksaber. Bane ahuyenta el rencor de Fett, haciendo que se vuelva loco en la ciudad. El Mandaloriano intenta someter al rencor, pero casi lo matan hasta que Grogu usa la Fuerza para ponerlo a dormir. Luego, el Mandaloriano y Grogu parten de Tatooine en el caza estelar N-1.

### Temporada 3
En el "Capítulo 17: El Exposito", el Mandaloriano recibe un cristal verde que prueba la existencia de las minas de Mandalore y viaja con Grogu a un nuevo planeta al que se ha trasladado la Tribu, donde la Armera reitera que hasta que el Mandaloriano se bañe en las Aguas Vivientes de las minas, todavía se le considera un apóstata. Necesitando un droide confiable para navegar a través de las ruinas de Mandalore, Mandalorian y Grogu regresan a Nevarro para reparar a IG-11 de sus partes recuperadas, pero él y Greef se ven obligados a destruirlo nuevamente cuando el droide revivido vuelve a su programación original. Como el núcleo de memoria de IG-11 no se puede reparar, el Mandaloriano elige encontrar uno nuevo, dejando a Nevarro con Grogu antes de participar en una pelea con el Rey Pirata Gorian Shard y su flota. Los dos viajan a Kalevala y se encuentran con Bo-Katan, quien ha renunciado a sus planes de retomar Mandalore desde que Din ganó el Darksaber a Moff Gideon. Bo-Katan revela la ubicación de las minas pero advierte que Mandalore es peligroso.
En el "Capítulo 18: Las minas de Mandalore", la búsqueda del mandaloriano de un núcleo de memoria lo lleva de regreso a Tatooine. Peli Motto no puede proporcionarle uno, pero en su lugar le ofrece al droide R5-D4. Se dirige a Mandalore con Grogu y R5-D4 y descubre que la atmósfera es respirable. Se dirige debajo de Sundari, en busca de las minas, y es atacado por una criatura cyborg. Es rehén y le pide a Grogu que encuentre a Bo-Katan. Ella llega poco después, matando a la criatura apuñalándolo con el Darksaber. Más tarde lo lleva a las minas de Mandalore, y nuevamente afirma que no cree en las historias. El Mandaloriano se baña solo, pero cae en un abismo y queda inconsciente. Bo-Katan lo salva de ahogarse y descubre un mitosaurio vivo en las aguas.
En el "Capítulo 19: El converso", el Mandaloriano se recupera y deja a Mandalore con Grogu y Bo-Katan, quien le oculta la existencia del Mitosaurio. El trío es atacado por naves imperiales en Kalevala y, a pesar de que el Mandaloriano brinda respaldo en su N-1, los bombarderos TIE destruyen el castillo de Bo-Katan. Se ven obligados a huir del planeta y buscar refugio en el escondite de la cubierta. El Mandaloriano le presenta a la Armera una muestra de las Aguas Vivientes y con Bo-Katan como testigo, es declarado redimido por su tribu. Bo-Katan es invitada a la tribu ya que se ha bañado en ellas para rescatar al Mandaloriano y no se ha quitado el casco desde entonces. En el "Capítulo 20: El huerfano", el mandaloriano supervisa el entrenamiento de Grogu como expósito y se une al grupo de rescate de Bo-Katan cuando el hijo de Paz Viszla, Ragnar, es secuestrado por un gran raptor alado.
En el "Capítulo 21: El pirata", el Capitán de la Nueva República Carson Teva visita el refugio e informa al Mandaloriano que Nevarro ha sido invadido por Shard y sus piratas. El Mandaloriano convence a la tribu para que acuda en ayuda de Karga y liberan con éxito a Nevarro. En agradecimiento, Karga regala la cubierta de las tierras previamente ofrecidas al Mandaloriano y les da la bienvenida entre la gente del pueblo. En el "Capítulo 22: Guns for Hire", el mandaloriano y Bo-Kayan se dirigen a Plazir-15 en busca del ejército mandaloriano de Bo-Katan, que ahora está dirigido por Ax Woves, pero antes, resuelven un problemas con droides reutilizados en el planeta que están funcionando mal. En la reunión que tiene con el ejército, para convencer al grupo del liderazgo de Bo-Katan, Él le devuelve el Darksaber a Bo-Katan, al confesar que ella derrotó a la criatura cyborg que lo derrotó cuando exploraba las minas de Mandalore.
En el "Capítulo 23: Los Espías", Volviendo a reunirse en Nevarro, Bo-Katan Kryze une a los clanes mandalorianos y prepara un grupo de reconocimiento para explorar la superficie de Mandalore. Antes de irse, Greef Karga le presenta al Mandaloriano a IG-12: una versión reconstruida de IG-11 que se ha convertido en un exoesqueleto pilotable; a pesar de sus retenciones, Mando permite que el droide sea controlado por Grogu.
En Mandalore, el grupo se encuentra con otro clan de Búhos Nocturnos, que es leal a Bo-Katan. Durante la cena entre los grupos, Bo-Katan admite que poco después de la Noche de las Mil Lágrimas, ella se rindió y negocio un alto al fuego con Gideon con la esperanza de que el Imperio salvara a los mandalorianos de más daños, siendo la razón por la que Gideon tomó el sable oscuro, aunque este no cumplió su palabra. Mando la consuela cuando ella expresa dudas sobre si podrá mantener unidos a todos. Él le dice que la admira y le hace un juramento a Bo-Katan en el que le ofrece serle fiel y leal hasta el día de su muerte.
Al día siguiente, el clan dirige al grupo de búsqueda de Kryze a la ubicación de la Gran Forja, mientras que la Armera lleva a sus miembros heridos de regreso a la flota para que los atiendan.
Después de encontrarse con una gran criatura, el grupo de búsqueda encuentra la Gran Forja, pero es emboscado por los soldados de asalto mejorados con beskar de Gideon y atraídos a una trampa. A pesar de resistir, El Mandaloriano es capturado por Gideon, quien lleva un traje mejorado y revela su intención de crear un nuevo ejército de Dark Troopers y completar la Gran Purga de Mandalore, ordenando un ataque a la flota que espera en el espacio. Intenta matar a los mandalorianos restantes, pero Bo-Katan usa el sable oscuro para crear una salida y escapar con el grupo; Paz Vizsla se queda atrás para ganar tiempo y advertir a los demás del ataque que se aproxima. Vizsla lucha y derrota a los soldados de asalto, pero es asesinado por la Guardia Pretoriana de Gideon.
En el "Capítulo 24: El Regreso", el Mandaloriano escapa de los guardias con la ayuda de Grogu y busca a Moff Gideon. Después de una larga escaramuza entre los mandalorianos y los soldados de asalto mejorados con Beskar dentro de la base, Bo-Katan y el mandaloriano hacen una última batalla contra Moff Gideon. Cuando Gideon apunta a Grogu, el buque insignia caído destruye la base y la explosión resultante consume a Gideon. Grogu protege a Bo-Katan y Djarin de la explosión con una burbuja de fuerza. Después de la batalla, los mandolorianos reinician la Gran Fragua en el corazón de Mandalore. Djarin adopta formalmente a Grogu, acepta un contrato honesto con Teva para cazar imperiales y se retira a la granja en Nevarro, como prometió previamente Karga.

### Futuro
En la conferencia telefónica sobre resultados del primer trimestre de 2024 de Disney, el director ejecutivo Bob Iger anunció que se estaba desarrollando una nueva película de Star Wars "que lleva al Mandaloriano y a Grogu a la pantalla grande por primera vez".  Djarin regresara a aparecer en la película The Mandalorian & Grogu, a estrenarse en 2026, nuevamente con Pascal interpretando al personaje.

## Caracterización
El mandaloriano es un guerrero duro, ingenioso y eficiente. Es rápido y preciso con el blaster, y pocos personajes de la serie pueden igualarle en el combate cuerpo a cuerpo, siendo una de ellos Cara Dune. El mandaloriano es metódico cuando lucha, caza y aísla a sus enemigos y los elimina uno a uno.  Es una especie de lobo solitario y a menudo trabaja solo,  pero también está dispuesto a aceptar la ayuda de los demás. Acepta la ayuda de Kuiil varias veces a lo largo de la primera temporada, e intenta recompensarle por ello. También se ofrece a colaborar con IG-11 para capturar al Niño en el estreno de la serie.
El mandaloriano rara vez habla y, cuando lo hace, revela poca información más allá de la necesaria. Pascal, dijo que intenta hacer que el personaje sea humano y accesible, a pesar de que su rostro está oculto por una máscara. Dijo sobre esto: "La idea es que es identificable. Todos estamos cubiertos por nuestra propia armadura y aterrorizados de quitarnos esa armadura, y eso es lo que lo convierte en un personaje que realmente vamos a interpretar y quiero seguir".  El escritor de Atlantic Spencer Kornhaber dijo que el Mandaloriano es uno de los muchos personajes de la franquicia Star Wars que usan máscaras porque las máscaras son "el medio por el cual la gente intenta alcanzar la perfección y la indiferencia de las máquinas".  Kornhaber dijo que cuando finalmente se quita el casco del Mandaloriano por primera vez, no se presenta como una epifanía importante o la revelación de una identidad secreta, sino más bien "un recordatorio de que este lacónico vaquero/caballero espacial es sólo un tipo cualquiera".
El personaje se toma muy en serio las tradiciones mandalorianas y siente un tremendo respeto y gratitud por la cultura mandaloriana debido a su educación, lo que refleja proporcionando dinero de sus recompensas para apoyar a otros expósitos.  La muerte de sus padres a manos de droides de batalla también lo dejó con un fuerte odio hacia los droides en general. 
Pascal cree que el Mandaloriano es moralmente más ambiguo que otros protagonistas de Star Wars,  y lo describe como un "héroe oscuro".  Dijo: "Creo que el universo moral de Star Wars puede ser muy específico y algo así como blanco y negro, hay bien y hay mal, y en este comenzamos a jugar más con los límites de eso, y eso es "Traté este personaje de manera muy interesante. No es el típico héroe".  En última instancia, Pascal cree que el mandaloriano quiere hacer lo correcto, pero que sus deberes como cazarrecompensas y guerrero a menudo entran en conflicto con eso.  Carl Weathers dijo sobre el personaje: "Creo que The Mandalorian es, en algunos aspectos, como cualquier otro personaje de The Mandalorian. Hay algo en él que es muy egoísta y egocéntrico, pero también hay algo en él. "Eso es muy altruista y humano. Hay humanidad en él".  Al comienzo de la serie en particular, el Mandaloriano tiene una personalidad fría, ignorando las súplicas de las personas que cazaba y capturaba.  El hecho de que Mandalorian solía trabajar con el equipo de mercenarios de Ran Malk antes de los eventos de The Mandalorian muestra que tenía aún menos moral antes de que comenzara la serie.  Esto se ilustra con más detalle en el "Capítulo 6: El Prisionero", cuando uno de esos mercenarios, Xi'an, alude a actos violentos que el Mandaloriano cometió en el planeta Alzoc III , algo que el Mandaloriano se muestra reacio a discutir.  Sin embargo, la introducción del Niño en el "Capítulo 1: El Mandaloriano" sirve para humanizar y moralizar al Mandaloriano.  El creador de Mandalorian, Jon Favreau, y Deborah Chow, una de las directoras de The Mandalorian, sintieron que la escena del "Capítulo 3: El pecado" cuando el Mandaloriano decidió volver con el Niño fue un momento crucial para el personaje. Chow dijo: "Ese es el punto sin retorno, una vez que toma esa decisión. Allí mismo, está cambiando toda su vida".  El crecimiento en moralidad del Mandaloriano se demuestra en el "Capítulo 6" cuando intenta intervenir para salvar la vida del soldado de la Nueva República Davan (Matt Lanter) durante una fuga de prisión, aunque sería más conveniente matarlo. También en ese episodio, el mandaloriano encarcela en lugar de matar a sus compañeros mercenarios después de que lo traicionan, lo que demuestra aún más su conciencia moral.

## Temas
Uno de los temas principales de The Mandalorian es la crianza y la paternidad, expresada a través de la dinámica de la relación padre-hijo entre el Mandalorian y el Niño.   Ryan Britt de Fatherly escribió: "Durante años, la franquicia de Star Wars evitó representar una dinámica entre padres e hijos. Con Mando y The Child, eso finalmente está cambiando".  Varios críticos han comparado la dinámica entre el Niño y el Mandaloriano con Lone Wolf and Cub, un manga sobre un guerrero samurái y su pequeño hijo.  El Niño hace del Mandaloriano un personaje más suave y más identificable;  cambia de manera positiva debido a la crianza del Niño, volviéndose menos egoísta y ensimismado.  Varios ejemplos del Mandaloriano criando al Niño aparecen a lo largo de la serie, como cuando evita que el Niño presione botones aleatorios en la cabina de la nave espacial del Mandaloriano, y finalmente lo sostiene en su regazo.  En otro ejemplo, el Mandaloriano instala un asiento de seguridad para el Niño en la cabina del barco, para que pueda sentarse de forma segura y cómoda durante sus viajes.
La relación entre el Mandaloriano y el Niño es un ejemplo de paternidad inesperada.  El Mandaloriano siente una conexión y un vínculo paternal con el Niño debido a su propia infancia, cuando quedó huérfano por la muerte de sus padres y fue adoptado por los Mandalorianos como un "expósito".  Sin embargo, la paternidad no era un papel que el Mandaloriano buscaba inicialmente, y hace repetidos intentos tempranos para evitar esta responsabilidad.  Lo hace por primera vez en el "Capítulo 3: El Pecado", cuando deja al Niño con el Cliente,  y luego nuevamente en el "Capítulo 4" Santuario", cuando planea dejar al Niño con Omera, una madre protectora en el planeta Sorgan que está dispuesta a acoger al Niño en su propia familia.  El Mandaloriano no se compromete completamente con el papel de paternidad hasta el final de la primera temporada, "Capítulo 8: Redención", cuando el Niño mismo También es adoptado en la cultura mandaloriana como un "expósito" y el mandaloriano es declarado formalmente su figura paterna.
Anthony Breznican de Vanity Fair señaló que ninguna de las dificultades cotidianas de la paternidad se retrata en la serie: "No hay chillidos estridentes de Baby Yoda, ni berrinches, ni regurgitaciones, ni chillidos incontrolables que se introduzcan en el corazón de los padres. psique como el taladro de un dentista destrozando un nervio suave y rosado".  Asimismo, la escritora de Vulture Kathryn VanArendonk dijo que el programa ignora o no aborda muchos detalles de la crianza que dificultan la paternidad, como lo que come el niño, cuándo lo acuesta y si usa pañales. Ella escribió: "El mandaloriano no está interesado en los pañales, por lo que Mando llega a ser una imagen muy particular de la paternidad: el tipo que no tiene que preocuparse por las pequeñas cosas".  VanAnderonk describió esto como una fantasía de cumplimiento de deseos para padres o futuros padres: "una visión de la paternidad despojada tan completamente de todo detalle y especificidad que todo lo que queda son arquetipos: el padre, el niño".

## Recepción
La actuación de Pedro Pascal como el Mandaloriano ha sido bien recibida por el público y la crítica. Pascal dijo que ha recibido comentarios y respuestas positivas directas de los fanáticos de Star Wars, diciendo que "esta es la mayor invitación a una familia que he sentido" sobre un papel. La escritora de CinemaBlend, Sarah El-Mahmoud, dijo que el personaje mandaloriano era el aspecto más interesante de la serie para ella y que había algo "intrínsecamente brillante" en él. También elogió la energía de la actuación de Pascal, diciendo que aporta "el señuelo silencioso y la tensión que Clint Eastwood creó en westerns como Por un puñado de dólares". Ethan Anderton de /Film dijo sobre el personaje: "El Mandaloriano es realmente un rudo que saca a Boba Fett del agua". El escritor de Entertainment Weekly, James Hibberd, consideró audaz basar una serie en un hombre con una máscara, aunque dijo que Jon Favreau también logró esto con el superhéroe protagonista de Iron Man (2008), que también dirigió Favreau. Hibberd dijo que con la entrega vocal de Pascal y la impresionante edición y trabajo de cámara del programa, "Favreau logra infundir al personaje una sorprendente cantidad de personalidad". Muchos se alegraron de ver a Pedro Pascal como Djarin protagonizando El libro de Boba Fett. Matt Patches elogió al personaje diciendo: "Din Djarin de Pedro Pascal... vuelve al centro de atención y actúa como si los fanáticos de Boba Fett se enamoraran en primer lugar".
Kevin Pantoja de Screen Rant dijo que el personaje de origen de Mandalorian lo hace empático, sus escenas de acción son agradables y el papel de paternidad que acepta para el Niño es su mejor característica. Lo describió como "el héroe al que apoyamos desde el principio y hay muchas razones para tener una conexión con él". El escritor Evan Romano dijo que el "encanto contagioso" de Pascal se manifiesta en su actuación, a pesar del casco y del hecho de que muchas de sus escenas se comparten con un títere. Sonia Saraiya de Vanity Fair lo llamó un testimonio de las habilidades de actuación de Pascal que, a pesar de que rara vez se ve su rostro, "la promesa silenciosa de su personaje de proteger al Ser se ha convertido en suficiente para definir su carácter". El escritor de Polygon, Charlie Hall, elogió al equipo de dobles de Mandalorian, particularmente su trabajo durante las escenas de combate en el "Capítulo 6: El Prisionero".

## Videojuegos
El Mandaloriano aparece como personaje jugable en Fortnite battle royale al comprar el pase de batalla de la temporada 5 del capítulo 2 bajo el nombre punto cero.